# Agalinis bangii
Agalinis bangii är en snyltrotsväxtart som först beskrevs av Carl Ernst Otto Kuntze, och fick sitt nu gällande namn av K. Barringer. Agalinis bangii ingår i släktet Agalinis och familjen snyltrotsväxter. Inga underarter finns listade i Catalogue of Life.